# 石井才治郎
石井 才治郎（いしい さいじろう、1931年8月21日 - ）は実業家であり、小湊鐵道株式会社の会長である。

## 経歴
- 1931年：出生。
- 1991年：小湊鐵道代表取締役副社長に就任。
- 1997年：同社代表取締役社長に就任。
- 2009年：同社代表取締役会長に就任。

## 兼任
- 九十九里鉄道株式会社代表取締役社長。
- 長南グリーン株式会社代表取締役社長。

## その他
- 専門は経済学であったので、経済学の仕事が多かった。